# 日本史サスペンス劇場
『日本史サスペンス劇場』（にほんしサスペンスげきじょう）は、日本テレビで2008年4月16日から2009年3月11日まで毎週水曜19:58 - 20:54（JST）に放送されたバラエティ番組である。レギュラー放送終了後は世界史を含めた特別番組『衝撃!女たちは目撃者 歴史サスペンス劇場』として2回放送された。

## 概要
本番組の前身で単発特番として2007年9月18日と同年12月26日に放送された『本当にあった日本史サスペンス劇場』が好評を博したことを受け、2008年4月16日から表記のタイトルで水曜20時台でレギュラー放送が開始された。レギュラー化初回は19:58 - 21:48まで2時間の拡大版で放送された。
2009年春の改編で平日19時台に『サプライズ』を開始するのに伴い、直前の19時台の『1億人の大質問!?笑ってコラえて!』が本時間帯に移動するため1年で放送を終了した。なお2009年3月11日放送の最終回では出演者による挨拶は無かった。
2009年6月9日21:00 - 22:48に特別番組『衝撃!女たちは目撃者 歴史サスペンス劇場』として復活し、8月18日19:58 - 21:54には復活第2弾が放送された。
系列の西日本放送では2008年4月より毎週金曜16:00 - 17:00にて再放送を行っていたが、2008年10月5日からは日本テレビや一部の系列局でも、毎週日曜10:25 - 11:25にて出演者のトークをカットするなど若干の再編集を施した上で再放送が行われるようになった。

## 内容
主な内容は、歴史資料を元に脚色を加えて「定説だけでなく、あっと驚く歴史解釈や学説をサスペンスタッチの本格的時代劇ドラマで再現」（番組宣伝より）したものであるが、ほとんどは女の戦いといった所謂「ドロドロ系」な昼メロを取り上げることが多い。時々、史実とは異なる解説をする場合もある（織田信長は信秀の三男だが、ここでは長男と紹介された等）。
単純な歴史再現ドラマではなく、ドラマ内ではワイドショー風に、登場人物への取材やインタビューを試みる演出が行われている（時代劇のケースでは、瓦版屋に扮したレポーターに竹製のマイクでインタビューさせるなどの趣向を凝らしていた）。スタジオコーナーでは解説やクイズの出題があり、時代背景や雑学的知識を紹介しつつ、歴史的事件を検証している。
通常は江戸時代や戦国時代を扱う割合が高いが、2009年1月14日に放送された2時間スペシャルでは1969年に起きた東大闘争を扱った『東大落城・戦後最大の攻防36時間』を放送した。通常と違いほぼ再現ドラマと当事者のインタビューのみで構成され、司会進行の船越と大木も冒頭に内容を説明するのみで本編中は一切登場しなかった。またナレーターもレギュラー放送とは異なり渡辺篤史が担当した。
番組後期には当時のNHK大河ドラマと関連した内容が多く見られ、大河ドラマとは異なる視点で天璋院篤姫（2008年）や直江兼続（2009年）に関する内容が放送された。特に天璋院篤姫は当初、「大河では描けない篤姫」と題して様々な異説・珍説を取り上げたが、その後は篤姫を正統派の偉人として描く路線に変更し、複数回放送された。
復活特番ではタイトルから「日本史」が外され、世界史も取り上げるようになった。また「女たち……」のタイトル通りに主人公は全て女性であった。

## 出演者
司会者
- 船越英一郎
- ビビる大木
- 木佐彩子（特番時のみ）
- 鈴江奈々（レギュラーから加入、日本テレビアナウンサー）
- 筧利夫（復活第1弾のみ）

### 再現ドラマ出演歴史上人物
- 瓦版屋・新聞記者（リポーター役）：石井正則
- リポーター役：髙田万由子
- リポーター役：コロッケ
- 瓦版屋・リポーター役：松村邦洋
- リポーター役：にしおかすみこ
- リポーター役：水野裕子
- サスペンスハンター：西尾由佳理（2009年3月4日。翌日の「ズームイン!!SUPER放送開始30周年」記念による特別コラボ。）
- タイムジャンパー：筧利夫（復活特番）

### 歴史上人物（戦国時代 - 江戸・幕末時代 )
- 一休宗純・小林一茶・徳川家斉・桂小五郎：加藤茶
- 織田信長：山田親太朗
- 豊臣秀吉：加藤茶・中村有志他
- 徳川家康：長門裕之・綿引勝彦・高知東生・栗塚旭 他
- 上杉謙信：IZAM
- 直江兼続：高橋光臣
- 濃姫：酒井彩名
- 生駒吉乃・細川ガラシャ：北川弘美
- ねね（北政所）：三原じゅん子・朝加真由美
- 築山殿・妙林尼・大石りく：国分佐智子
- 石川五右衛門：高知東生
- お市の方：佐藤藍子
- 淀殿：雛形あきこ
- お江与の方：森ほさち・大谷允保他
- お初：岩崎ひろみ
- 千姫：加護亜依
- 春日局：黒谷友香
- 野村備中守：今井雅之
- 千利休・平賀源内・岩倉具視：芦屋小雁
- 京極高次：野久保直樹
- 細川忠興：野村宏伸
- 大野治長：松永博史
- 徳川家光・徳川慶喜：高杉瑞穂
- 前田利常：堀内健
- 珠姫：高部あい
- 徳川光圀：三上真史・加藤茶
- 大石内蔵助・脇坂安董：長谷川初範
- 吉良上野介：ガダルカナル・タカ
- 吉良富子：伊藤かずえ
- 阿久利：原史奈
- お知保の方：葉山レイコ
- 倫子：井村空美
- 松島の局：川崎あかね
- 天英院：川上麻衣子
- 月光院：安めぐみ
- 近松門左衛門：多賀勝一
- 間部詮房：青木伸輔
- 徳川吉宗：半田健人
- 大岡忠相：永島敏行
- 田沼意次：国広富之
- 日道（日潤）：逸見太郎
- 日本左衛門：金山一彦
- 鼠小僧次郎吉：山崎裕太
- 天璋院篤姫：高橋かおり
- 和宮：緑友利恵
- 徳川家定：林家いっ平
- 徳川家茂：杉浦太陽
- 勝海舟：デビット伊東
- 土方歳三：原田篤
- 沖田総司：佐野和真
- 楠小十郎：三上真史
- 西郷隆盛：山口馬木也 他
- 坂本龍馬：袴田吉彦
- お龍：小沢真珠
- 木戸松子：森ほさち
- 千葉佐那：吉野紗香
- 照姫：三浦理恵子
- 山本八重：大島美幸（森三中）
- 直江兼続：忍成修吾　（復活特番）
- お船の方：櫻井淳子　（復活特番）

### 実在の人物（明治時代～昭和時代)
- 夏目漱石：萩原流行
- 夏目鏡子：国生さゆり
- 御船千鶴子：遠野凪子
- 長尾郁子：小林綾子
- 福来友吉：升毅
- 井芹経平：菅原大吉
- 山川健次郎：大出俊

### 悲劇の女2時間スペシャル 『天城山心中』　2008年11月12日放送
- 愛新覚羅慧生：田畑亜弥
- 大久保武道：森廉

### 特別企画『東大落城』　2009年1月14日放送
- 佐々淳行：陣内孝則
- 宇田川信一：金子賢
- 下稲葉耕吉：隆大介
- 阿部知子：大谷允保
- 今井澄：本田大輔

### 衝撃！女たちは目撃者『歴史サスペンス劇場』　2009年8月18日放送
- 宇野千代：北川弘美
- 尾崎士郎：山口馬木也
- 東郷青児：鈴木一真

### ナレーション
- 林田尚親
- 来宮良子
- 渡辺篤史（特別企画『東大落城』のみ）

## スタッフ
- 構成：田中直人、沢口義明、根本ノンジ、藤沢大介
- リサーチ：金丸純也、大井佐智
- TM：小椋敏宏
- SW：北折雅人
- CAM：山内剛
- 音声：中村一男
- 調整：八木一夫
- LD：名取孝昌
- 美術：高津光一郎
- デザイン：道勧英樹
- TK：塚越倫子
- デスク：北村佳子
- 撮影：南野保彦
- 助監督：前原康貴
- 照明：豊浦清山
- 録音：山本研二
- 編集：小宮純一
- MA：青木伸次
- 音効：鈴木勉
- 編成：田中秀雄
- 広報：斉藤由美
- 協力：日本テレビアート、麻布プラザ、サウンド・バム、松竹衣装、高津商会、八木かつら、IMAGICA
- AP：橋元眞理、鈴木絵美、岡村恭子、惣門美子
- AD：福田昌彦、青木孝之、松本亜沙子、木元耕介、澤地圭介
- VTR演出：武山聡志、大垣一穂、島田総一郎、前原康貴
- 演出：武田幹治
- プロデューサー・総合演出：近澤駿
- プロデューサー：岩間玄、首藤由紀子、金佐智絵
- チーフプロデューサー：鈴江秀樹（2008年6月までは企画・P）
- 協力：リュウ・エンタープライズ
- 制作協力：THE WORKS、松竹京都映画株式会社
- 制作著作：日本テレビ

過去のスタッフ
- チーフプロデューサー：政橋雅人